# Formule 1 in 1991

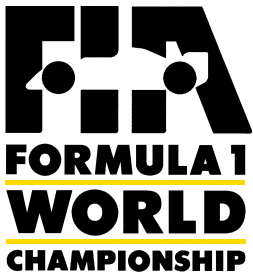
Formule 1 logo

Het Formule 1-seizoen 1991 was het 42ste FIA Formula One World Championship seizoen. Het begon op 10 maart en eindigde op 3 november na zestien races.
Ayrton Senna werd voor de derde (en laatste) keer wereldkampioen.
Oud-wereldkampioen Nelson Piquet sr. won zijn laatste Grand Prix in Canada en nam aan het eind van het seizoen afscheid van de Formule 1.
Jordan-Ford en Modena-Lamborghini deden voor het eerst mee bij de teams.
Michael Schumacher maakte zijn debuut tijdens de Grand Prix Formule 1 van België voor het Jordan-team.
Er waren 34 inschrijvingen waardoor pre-kwalificatie noodzakelijk bleef. In de kwalificatie waren slechts 30 auto's toegestaan, in de race 26.
Voor het laatst deden twee teams mee met slechts één auto, namelijk Coloni-Ford en Fondmetal-Ford.
Aan het eind van het seizoen verdwenen Coloni-Ford, Modena-Lamborghini en AGS-Ford van het toneel.

## Kalender
| GP nr. | Ronde | Grand Prix                 | Circuit                        | Plaats            | Datum        |
| ------ | ----- | -------------------------- | ------------------------------ | ----------------- | ------------ |
| 501    | 1     | GP van de Verenigde Staten | Stratencircuit Phoenix         | Phoenix (Arizona) | 10 maart     |
| 502    | 2     | GP van Brazilië            | Autódromo José Carlos Pace     | São Paulo         | 24 maart     |
| 503    | 3     | GP van San Marino          | Autodromo Enzo e Dino Ferrari  | Imola             | 28 april     |
| 504    | 4     | GP van Monaco              | Circuit de Monaco              | Monte Carlo       | 12 mei       |
| 505    | 5     | GP van Canada              | Circuit Gilles Villeneuve      | Montreal (Quebec) | 2 juni       |
| 506    | 6     | GP van Mexico              | Autódromo Hermanos Rodríguez   | Mexico-Stad       | 16 juni      |
| 507    | 7     | GP van Frankrijk           | Circuit de Nevers Magny-Cours  | Magny-Cours       | 7 juli       |
| 508    | 8     | GP van Groot-Brittannië    | Silverstone Circuit            | Silverstone       | 14 juli      |
| 509    | 9     | GP van Duitsland           | Hockenheimring                 | Hockenheim        | 28 juli      |
| 510    | 10    | GP van Hongarije           | Hungaroring                    | Mogyoród          | 11 augustus  |
| 511    | 11    | GP van België              | Circuit de Spa-Francorchamps   | Stavelot          | 25 augustus  |
| 512    | 12    | GP van Italië              | Autodromo Nazionale Monza      | Monza             | 8 september  |
| 513    | 13    | GP van Portugal            | Autódromo do Estoril           | Estoril           | 22 september |
| 514    | 14    | GP van Spanje              | Circuit de Barcelona-Catalunya | Montmeló          | 29 september |
| 515    | 15    | GP van Japan               | Circuit Suzuka                 | Suzuka            | 20 oktober   |
| 516    | 16    | GP van Australië           | Stratencircuit van Adelaide    | Adelaide          | 3 november   |

## Resultaten en klassement

### Grands Prix
| Ronde | Grand Prix                 | Poleposition     | Snelste ronde    | Winnende coureur | Winnende constructeur | Banden | Verslag |
| ----- | -------------------------- | ---------------- | ---------------- | ---------------- | --------------------- | ------ | ------- |
| 1     | GP van de Verenigde Staten | Ayrton Senna     | Jean Alesi       | Ayrton Senna     | McLaren-Honda         | G      | Verslag |
| 2     | GP van Brazilië            | Ayrton Senna     | Nigel Mansell    | Ayrton Senna     | McLaren-Honda         | G      | Verslag |
| 3     | GP van San Marino          | Ayrton Senna     | Gerhard Berger   | Ayrton Senna     | McLaren-Honda         | G      | Verslag |
| 4     | GP van Monaco              | Ayrton Senna     | Alain Prost      | Ayrton Senna     | McLaren-Honda         | G      | Verslag |
| 5     | GP van Canada              | Riccardo Patrese | Nigel Mansell    | Nelson Piquet    | Benetton-Ford         | P      | Verslag |
| 6     | GP van Mexico              | Riccardo Patrese | Nigel Mansell    | Riccardo Patrese | Williams-Renault      | G      | Verslag |
| 7     | GP van Frankrijk           | Riccardo Patrese | Nigel Mansell    | Nigel Mansell    | Williams-Renault      | G      | Verslag |
| 8     | GP van Groot-Brittannië    | Nigel Mansell    | Nigel Mansell    | Nigel Mansell    | Williams-Renault      | G      | Verslag |
| 9     | GP van Duitsland           | Nigel Mansell    | Riccardo Patrese | Nigel Mansell    | Williams-Renault      | G      | Verslag |
| 10    | GP van Hongarije           | Ayrton Senna     | Bertrand Gachot  | Ayrton Senna     | McLaren-Honda         | G      | Verslag |
| 11    | GP van België              | Ayrton Senna     | Roberto Moreno   | Ayrton Senna     | McLaren-Honda         | G      | Verslag |
| 12    | GP van Italië              | Ayrton Senna     | Ayrton Senna     | Nigel Mansell    | Williams-Renault      | G      | Verslag |
| 13    | GP van Portugal            | Riccardo Patrese | Nigel Mansell    | Riccardo Patrese | Williams-Renault      | G      | Verslag |
| 14    | GP van Spanje              | Gerhard Berger   | Riccardo Patrese | Nigel Mansell    | Williams-Renault      | G      | Verslag |
| 15    | GP van Japan               | Gerhard Berger   | Ayrton Senna     | Gerhard Berger   | McLaren-Honda         | G      | Verslag |
| 16    | GP van Australië           | Ayrton Senna     | Gerhard Berger   | Ayrton Senna     | McLaren-Honda         | G      | Verslag |

### Puntentelling
Punten worden toegekend aan de top zes geklasseerde coureurs. 
| Positie | 01e0 | 02e0 | 03e0 | 04e0 | 05e0 | 06e0 |
| Punten  | 10   | 6    | 4    | 3    | 2    | 1    |

### Klassement bij de coureurs
| Pos. | Nr.                        | Coureur            | Grands Prix | Grands Prix | Grands Prix | Grands Prix | Grands Prix | Grands Prix | Grands Prix | Grands Prix | Grands Prix | Grands Prix | Grands Prix | Grands Prix | Grands Prix | Grands Prix | Grands Prix | Grands Prix | Punten |
| Pos. | Nr.                        | Coureur            | VST         | BRA         | SMR         | MON         | CAN         | MEX         | FRA         | GBR         | DUI         | HON         | BEL         | ITA         | POR         | SPA         | JPN         | AUS         | Punten |
| ---- | -------------------------- | ------------------ | ----------- | ----------- | ----------- | ----------- | ----------- | ----------- | ----------- | ----------- | ----------- | ----------- | ----------- | ----------- | ----------- | ----------- | ----------- | ----------- | ------ |
| 1    | 1                          | Ayrton Senna       | 1P          | 1P          | 1P          | 1P          | DNF         | 3           | 3           | 4†          | 7†          | 1P          | 1P          | 2PS0        | 2           | 5           | 2S          | 1P          | 96     |
| 2    | 5                          | Nigel Mansell      | DNF         | DNFS        | DNF         | 2           | 6†S         | 2S          | 1S          | 1PS0        | 1P          | 2           | DNF         | 1           | DSQS        | 1           | DNF         | 2           | 72     |
| 3    | 6                          | Riccardo Patrese   | DNF         | 2           | DNF         | DNF         | 3P          | 1P          | 5P          | DNF         | 2S          | 3           | 5           | DNF         | 1P          | 3S          | 3           | 5           | 53     |
| 4    | 2                          | Gerhard Berger     | DNF         | 3           | 2S          | DNF         | DNF         | DNF         | DNF         | 2           | 4           | 4           | 2           | 4           | DNF         | DNFP        | 1P          | 3S          | 43     |
| 5    | 27                         | Alain Prost        | 2           | 4           | DNS         | 5S          | DNF         | DNF         | 2           | 3           | DNF         | DNF         | DNF         | 3           | DNF         | 2           | 4           |             | 34     |
| 6    | 20                         | Nelson Piquet sr.  | 3           | 5           | DNF         | DNF         | 1           | DNF         | 8           | 5           | DNF         | DNF         | 3           | 6           | 5           | 11          | 7           | 4           | 26½    |
| 7    | 28                         | Jean Alesi         | 12†S        | 6           | DNF         | 3           | DNF         | DNF         | 4           | DNF         | 3           | 5           | DNF         | DNF         | 3           | 4           | DNF         | DNF         | 21     |
| 8    | 4                          | Stefano Modena     | 4           | DNF         | DNF         | DNF         | 2           | 11          | DNF         | 7           | 13          | 12          | DNF         | DNF         | DNF         | 16          | 6           | 10          | 10     |
| 9    | 33                         | Andrea de Cesaris  | DNPQ        | DNF         | DNF         | DNF         | 4           | 4           | 6           | DNF         | 5           | 7           | 13†         | 7           | 8           | DNF         | DNF         | 8           | 9      |
| 10   | 19 (11x)/ 32 (2x)/ 24 (1x) | Roberto Moreno     | DNF         | 7           | 13†         | 4           | DNF         | 5           | DNF         | DNF         | 8           | 8           | 4S          | DNF         | 10          |             |             | 16          | 8      |
| 11   | 23                         | Pierluigi Martini  | 9           | DNF         | 4           | 12          | 7           | DNF         | 9           | 9           | DNF         | DNF         | 12†         | DNF         | 4           | 13          | DNF         | DNF         | 6      |
| 12   | 22                         | JJ Lehto           | DNF         | DNF         | 3           | 11          | DNF         | DNF         | DNF         | 13          | DNF         | DNF         | DNF         | DNF         | DNF         | 8           | DNF         | 12          | 4      |
| 13   | 32 (10x)/ 29 (1x)          | Bertrand Gachot    | 10†         | 13†         | DNF         | 8           | 5           | DNF         | DNF         | 6           | 6           | 9S          |             |             |             |             |             | DNQ         | 4      |
| 14   | 32 (1x)/ 19 (5x)           | Michael Schumacher |             |             |             |             |             |             |             |             |             |             | DNF         | 5           | 6           | 6           | DNF         | DNF         | 4      |
| 15   | 3                          | Satoru Nakajima    | 5           | DNF         | DNF         | DNF         | 10          | 12          | DNF         | 8           | DNF         | 15          | DNF         | DNF         | 13          | 17          | DNF         | DNF         | 2      |
| 16   | 11                         | Mika Häkkinen      | DNF         | 9           | 5           | DNF         | DNF         | 9           | DNQ         | 12          | DNF         | 14          | DNF         | 14          | 14          | DNF         | DNF         | 19          | 2      |
| 17   | 7                          | Martin Brundle     | 11          | 12          | 11          | EX          | DNF         | DNF         | DNF         | DNF         | 11          | DNF         | 9           | 13          | 12          | 10          | 5           | DNQ         | 2      |
| 18   | 21                         | Emanuele Pirro     | DNF         | 11          | DNPQ        | 6           | 9           | DNPQ        | DNPQ        | 10          | 10          | DNF         | 8           | 10          | DNF         | 15          | DNF         | 7           | 1      |
| 19   | 8                          | Mark Blundell      | DNF         | DNF         | 8           | DNF         | DNQ         | DNF         | DNF         | DNF         | 12          | DNF         | 6           | 12          | DNF         | DNF         | DNPQ        | 17          | 1      |
| 20   | 16                         | Ivan Capelli       | DNF         | DNF         | DNF         | DNF         | DNF         | DNF         | DNF         | DNF         | DNF         | 6           | DNF         | 8           | 17†         | DNF         |             |             | 1      |
| 21   | 29                         | Eric Bernard       | DNF         | DNF         | DNF         | 9           | DNF         | 6           | DNF         | DNF         | DNF         | DNF         | DNF         | DNF         | DNQ         | DNF         | DNQ         |             | 1      |
| 22   | 30                         | Aguri Suzuki       | 6           | DNF         | DNF         | DNF         | DNF         | DNF         | DNF         | DNF         | DNF         | DNF         | DNQ         | DNQ         | DNF         | DNQ         | DNF         | DNQ         | 1      |
| 23   | 12                         | Julian Bailey      | DNQ         | DNQ         | 6           | DNQ         |             |             |             |             |             |             |             |             |             |             |             |             | 1      |
| 24   | 24 (15x)/ 27 (1x)          | Gianni Morbidelli  | DNF         | 8           | DNF         | DNF         | DNF         | 7           | DNF         | 11          | DNF         | 13          | DNF         | 9           | 9           | 14†         | DNF         | 6           | ½      |
| 25   | 15                         | Mauricio Gugelmin  | DNF         | DNF         | 12†         | DNF         | DNF         | DNF         | 7           | DNF         | DNF         | 11          | DNF         | 15          | 7           | 7           | 8           | 14          | 0      |
| 26   | 25                         | Thierry Boutsen    | DNF         | 10          | 7           | 7           | DNF         | 8           | 12          | DNF         | 9           | 17†         | 11          | DNF         | 16          | DNF         | 9           | DNF         | 0      |
| 27   | 12                         | Johnny Herbert     |             |             |             |             | DNQ         | 10          | 10          | 14†         |             |             | 7           |             | DNF         |             | DNF         | 11          | 0      |
| 28   | 34                         | Nicola Larini      | 7           | DNPQ        | DNPQ        | DNPQ        | DNPQ        | DNPQ        | DNPQ        | DNPQ        | DNF         | 16          | DNQ         | 16          | DNQ         | DNQ         | DNQ         | DNF         | 0      |
| 29   | 26                         | Erik Comas         | DNQ         | DNF         | 10          | 10          | 8           | DNQ         | 11          | DNQ         | DNF         | 10          | DNF         | 11          | 11          | DNF         | DNF         | 18          | 0      |
| 30   | 17 (13x)/ 14 (3x)          | Gabriele Tarquini  | 8           | DNF         | DNQ         | DNF         | DNQ         | DNQ         | DNQ         | DNQ         | DNQ         | DNPQ        | DNPQ        | DNPQ        | DNQ         | 12          | 11          | DNPQ        | 0      |
| 31   | 32                         | Alessandro Zanardi |             |             |             |             |             |             |             |             |             |             |             |             |             | 9           | DNF         | 9           | 0      |
| 32   | 35                         | Eric van de Poele  | DNPQ        | DNPQ        | 9†          | DNPQ        | DNPQ        | DNPQ        | DNPQ        | DNPQ        | DNQ         | DNQ         | DNQ         | DNQ         | DNQ         | DNQ         | DNQ         | DNQ         | 0      |
| 33   | 10                         | Alex Caffi         | DNQ         | DNQ         | DNQ         | DNQ         |             |             |             |             | DNPQ        | DNPQ        | DNQ         | DNPQ        | DNPQ        | DNPQ        | 10          | 15          | 0      |
| 34   | 14 (13x)/ 17 (1x)          | Olivier Grouillard | DNPQ        | DNPQ        | DNPQ        | DNPQ        | DNPQ        | DNF         | DNF         | DNPQ        | DNPQ        | DNQ         | 10          | DNF         | DNPQ        | DNPQ        |             |             | 0      |
| 35   | 9                          | Michele Alboreto   | DNF         | DNQ         | DNQ         | DNF         | DNF         | DNF         | DNF         | DNF         | DNQ         | DNQ         | DNPQ        | DNQ         | 15          | DNQ         | DNF         | 13          | 0      |
| 36   | 16                         | Karl Wendlinger    |             |             |             |             |             |             |             |             |             |             |             |             |             |             | DNF         | 20          | 0      |
| −    | 18 (2x)/ 10 (4x)           | Stefan Johansson   | DNQ         | DNQ         |             |             | DNF         | DNQ         | DNQ         | DNQ         |             |             |             |             |             |             |             |             | 0      |
| −    | 18                         | Fabrizio Barbazza  |             |             | DNQ         | DNQ         | DNQ         | DNQ         | DNQ         | DNQ         | DNPQ        | DNPQ        | DNPQ        | DNPQ        | DNPQ        | DNPQ        |             |             | 0      |
| −    | 12                         | Michael Bartels    |             |             |             |             |             |             |             |             | DNQ         | DNQ         |             | DNQ         |             | DNQ         |             |             | 0      |
| −    | 31                         | Pedro Matos Chaves | DNPQ        | DNPQ        | DNPQ        | DNPQ        | DNPQ        | DNPQ        | DNPQ        | DNPQ        | DNPQ        | DNPQ        | DNPQ        | DNPQ        | DNPQ        |             |             |             | 0      |
| −    | 31                         | Naoki Hattori      |             |             |             |             |             |             |             |             |             |             |             |             |             |             | DNPQ        | DNPQ        |        |
| Pos. | Nr.                        | Coureur            | VST         | BRA         | SMR         | MON         | CAN         | MEX         | FRA         | GBR         | DUI         | HON         | BEL         | ITA         | POR         | SPA         | JPN         | AUS         | Punten |
| Pos. | Nr.                        | Coureur            | Grands Prix |             |             |             |             |             |             |             |             |             |             |             |             |             |             |             | Punten |

| Resultaat                      |
| ------------------------------ |
| Winnaar                        |
| Tweede plaats                  |
| Derde plaats                   |
| Gefinisht (punten)             |
| Gefinisht (geen punten)        |
| Niet geklasseerd (NC)          |
| Uitgevallen (DNF)              |
| Niet gekwalificeerd (DNQ)      |
| Niet gepre-kwalificeerd (DNPQ) |
| Gediskwalificeerd (DSQ)        |
| Niet gestart (DNS)             |
| Gewond (INJ)                   |
| Uitgesloten (EX)               |
| Teruggetrokken (WD)            |
| Niet deelgenomen (blanco cel)  |
| P Pole position                |
| S Snelste ronde                |

† — Coureur is niet gefinisht in de GP, maar heeft wel 90% van de raceafstand afgelegd, waardoor hij als geklasseerd genoteerd staat.
Opmerkingen: Stefan Johansson werd na 2 races op straat gezet door AGS en vervangen door Fabrizio Barbazza. Na de Grand Prix van Portugal wisselden Gabriele Tarquini (AGS) en Olivier Grouillard (Fondmetal) van team, na de volgende race in Spanje deed AGS niet meer mee. Stefan Johansson verving Alex Caffi bij Footwork 4 races in het midden van het seizoen. Bertrand Gachot werd voor de GP van België gearresteerd, Jordan nam toen Michael Schumacher als vervanger in dienst. Schumacher werd na een race overgenomen door Benetton, Moreno ging van Benetton naar Jordan en werd daar na 2 wedstrijden vervangen door Alessandro Zanardi. Alain Prost vertrok voor de laatste wedstrijd bij Ferrari en werd vervangen door Minardi-coureur Gianni Morbidelli, die op zijn beurt werd vervangen door Roberto Moreno. De tweede plek bij Lotus werd eerst 4 wedstrijden bezet door Julian Bailey, daarna afwisselend door Johnny Herbert en Michael Bartels. Pedro Matos Chaves vertrok na de GP van Portugal bij Coloni, het team deed niet mee in Spanje en zette daarna Naoki Hattori in. Karl Wendlinger reed de 2 laatste races van het jaar bij Leyton House in plaats van Ivan Capelli. Bertrand Gachot reed de laatste GP van het jaar bij Lola in plaats van Eric Bernard die een blessure had.

De Grand Prix van Australië werd ingekort door hevige regenval, punten uit die race tellen daarom maar voor de helft mee.

### Klassement bij de constructeurs
| Pos. | Constructeur       | Nr. | Grands Prix | Grands Prix | Grands Prix | Grands Prix | Grands Prix | Grands Prix | Grands Prix | Grands Prix | Grands Prix | Grands Prix | Grands Prix | Grands Prix | Grands Prix | Grands Prix | Grands Prix | Grands Prix | Punten |
| Pos. | Constructeur       | Nr. | VST         | BRA         | SMR         | MON         | CAN         | MEX         | FRA         | GBR         | DUI         | HON         | BEL         | ITA         | POR         | SPA         | JPN         | AUS         | Punten |
| ---- | ------------------ | --- | ----------- | ----------- | ----------- | ----------- | ----------- | ----------- | ----------- | ----------- | ----------- | ----------- | ----------- | ----------- | ----------- | ----------- | ----------- | ----------- | ------ |
| 1    | McLaren-Honda      | 1   | 1P          | 1P          | 1P          | 1P          | DNF         | 3           | 3           | 4†          | 7†          | 1P          | 1P          | 2PS0        | 2           | 5           | 2S          | 1P          | 139    |
| 1    | McLaren-Honda      | 2   | DNF         | 3           | 2S          | DNF         | DNF         | DNF         | DNF         | 2           | 4           | 4           | 2           | 4           | DNF         | DNFP        | 1P          | 3S          | 139    |
| 2    | Williams-Renault   | 5   | DNF         | DNFS        | DNF         | 2           | 6†S         | 2S          | 1S          | 1PS0        | 1P          | 2           | DNF         | 1           | DSQS        | 1           | DNF         | 2           | 125    |
| 2    | Williams-Renault   | 6   | DNF         | 2           | DNF         | DNF         | 3P          | 1P          | 5P          | DNF         | 2S          | 3           | 5           | DNF         | 1P          | 3S          | 3           | 5           | 125    |
| 3    | Ferrari            | 27  | 2           | 4           | DNS         | 5S          | DNF         | DNF         | 2           | 3           | DNF         | DNF         | DNF         | 3           | DNF         | 2           | 4           | 6           | 55½    |
| 3    | Ferrari            | 28  | 12†S        | 6           | DNF         | 3           | DNF         | DNF         | 4           | DNF         | 3           | 5           | DNF         | DNF         | 3           | 4           | DNF         | DNF         | 55½    |
| 4    | Benetton-Ford      | 19  | DNF         | 7           | 13†         | 4           | DNF         | 5           | DNF         | DNF         | 8           | 8           | 4S          | 5           | 6           | 6           | DNF         | DNF         | 38½    |
| 4    | Benetton-Ford      | 20  | 3           | 5           | DNF         | DNF         | 1           | DNF         | 8           | 5           | DNF         | DNF         | 3           | 6           | 5           | 11          | 7           | 4           | 38½    |
| 5    | Jordan-Ford        | 32  | 10†         | 13†         | DNF         | 8           | 5           | DNF         | DNF         | 6           | 6           | 9S          | DNF         | DNF         | 10          | 9           | DNF         | 9           | 13     |
| 5    | Jordan-Ford        | 33  | DNPQ        | DNF         | DNF         | DNF         | 4           | 4           | 6           | DNF         | 5           | 7           | 13†         | 7           | 8           | DNF         | DNF         | 8           | 13     |
| 5    | Tyrrell-Honda      | 3   | 5           | DNF         | DNF         | DNF         | 10          | 12          | DNF         | 8           | DNF         | 15          | DNF         | DNF         | 13          | 17          | DNF         | DNF         | 12     |
| 5    | Tyrrell-Honda      | 4   | 4           | DNF         | DNF         | DNF         | 2           | 11          | DNF         | 7           | 13          | 12          | DNF         | DNF         | DNF         | 16          | 6           | 10          | 12     |
| 7    | Minardi-Ferrari    | 23  | 9           | DNF         | 4           | 12          | 7           | DNF         | 9           | 9           | DNF         | DNF         | 12†         | DNF         | 4           | 13          | DNF         | DNF         | 6      |
| 7    | Minardi-Ferrari    | 24  | DNF         | 8           | DNF         | DNF         | DNF         | 7           | DNF         | 11          | DNF         | 13          | DNF         | 9           | 9           | 14†         | DNF         | 16          | 6      |
| 8    | Dallara-Judd       | 21  | DNF         | 11          | DNPQ        | 6           | 9           | DNPQ        | DNPQ        | 10          | 10          | DNF         | 8           | 10          | DNF         | 15          | DNF         | 7           | 5      |
| 8    | Dallara-Judd       | 22  | DNF         | DNF         | 3           | 11          | DNF         | DNF         | DNF         | 13          | DNF         | DNF         | DNF         | DNF         | DNF         | 8           | DNF         | 12          | 5      |
| 9    | Lotus-Judd         | 11  | DNF         | 9           | 5           | DNF         | DNF         | 9           | DNQ         | 12          | DNF         | 14          | DNF         | 14          | 14          | DNF         | DNF         | 19          | 3      |
| 9    | Lotus-Judd         | 12  | DNQ         | DNQ         | 6           | DNQ         | DNQ         | 10          | 10          | 14†         | DNQ         | DNQ         | 7           | DNQ         | DNF         | DNQ         | DNF         | 11          | 3      |
| 10   | Brabham-Yamaha     | 7   | 11          | 12          | 11          | EX          | DNF         | DNF         | DNF         | DNF         | 11          | DNF         | 9           | 13          | 12          | 10          | 5           | DNQ         | 3      |
| 10   | Brabham-Yamaha     | 8   | DNF         | DNF         | 8           | DNF         | DNQ         | DNF         | DNF         | DNF         | 12          | DNF         | 6           | 12          | DNF         | DNF         | DNPQ        | 17          | 3      |
| 11   | Lola-Ford          | 29  | DNF         | DNF         | DNF         | 9           | DNF         | 6           | DNF         | DNF         | DNF         | DNF         | DNF         | DNF         | DNQ         | DNF         | DNQ         | DNQ         | 1      |
| 11   | Lola-Ford          | 30  | 6           | DNF         | DNF         | DNF         | DNF         | DNF         | DNF         | DNF         | DNF         | DNF         | DNQ         | DNQ         | DNF         | DNQ         | DNF         | DNQ         | 1      |
| 9    | Leyton House-Ilmor | 15  | DNF         | DNF         | 12†         | DNF         | DNF         | DNF         | 7           | DNF         | DNF         | 11          | DNF         | 15          | 7           | 7           | 8           | 14          | 1      |
| 9    | Leyton House-Ilmor | 16  | DNF         | DNF         | DNF         | DNF         | DNF         | DNF         | DNF         | DNF         | DNF         | 6           | DNF         | 8           | 17†         | DNF         | DNF         | 20          | 1      |
| 13   | Ligier-Lamborghini | 25  | DNF         | 10          | 7           | 7           | DNF         | 8           | 12          | DNF         | 9           | 17†         | 11          | DNF         | 16          | DNF         | 9           | DNF         | 0      |
| 13   | Ligier-Lamborghini | 26  | DNQ         | DNF         | 10          | 10          | 8           | DNQ         | 11          | DNQ         | DNF         | 10          | DNF         | 11          | 11          | DNF         | DNF         | 18          | 0      |
| 14   | Modena-Lamborghini | 34  | 7           | DNPQ        | DNPQ        | DNPQ        | DNPQ        | DNPQ        | DNPQ        | DNPQ        | DNF         | 16          | DNQ         | 16          | DNQ         | DNQ         | DNQ         | DNF         | 0      |
| 14   | Modena-Lamborghini | 35  | DNPQ        | DNPQ        | 9†          | DNPQ        | DNPQ        | DNPQ        | DNPQ        | DNPQ        | DNQ         | DNQ         | DNQ         | DNQ         | DNQ         | DNQ         | DNQ         | DNQ         | 0      |
| 15   | AGS-Ford           | 17  | 8           | DNF         | DNQ         | DNF         | DNQ         | DNQ         | DNQ         | DNQ         | DNQ         | DNPQ        | DNPQ        | DNPQ        | DNQ         | DNPQ        |             |             | 0      |
| 15   | AGS-Ford           | 18  | DNQ         | DNQ         | DNQ         | DNQ         | DNQ         | DNQ         | DNQ         | DNQ         | DNPQ        | DNPQ        | DNPQ        | DNPQ        | DNPQ        | DNPQ        |             |             | 0      |
| 16   | Fondmetal-Ford     | 14  | DNPQ        | DNPQ        | DNPQ        | DNPQ        | DNPQ        | DNF         | DNF         | DNPQ        | DNPQ        | DNQ         | 10          | DNF         | DNPQ        | 12          | 11          | DNPQ        | 0      |
| 17   | Footwork-Ford      | 9   |             |             |             |             |             |             | DNF         | DNF         | DNQ         | DNQ         | DNPQ        | DNQ         | 15          | DNQ         | DNF         | 13          | 0      |
| 17   | Footwork-Ford      | 10  |             |             |             |             |             |             | DNQ         | DNQ         | DNPQ        | DNPQ        | DNQ         | DNPQ        | DNPQ        | DNPQ        | 10          | 15          | 0      |
| −    | Footwork-Porsche   | 9   | DNF         | DNQ         | DNQ         | DNF         | DNF         | DNF         |             |             |             |             |             |             |             |             |             |             | 0      |
| −    | Footwork-Porsche   | 10  | DNQ         | DNQ         | DNQ         | DNQ         | DNF         | DNQ         |             |             |             |             |             |             |             |             |             |             | 0      |
| −    | Coloni-Ford        | 31  | DNPQ        | DNPQ        | DNPQ        | DNPQ        | DNPQ        | DNPQ        | DNPQ        | DNPQ        | DNPQ        | DNPQ        | DNPQ        | DNPQ        | DNPQ        |             | DNPQ        | DNPQ        | 0      |
| Pos. | Constructeur       | Nr. | VST         | BRA         | SMR         | MON         | CAN         | MEX         | FRA         | GBR         | DUI         | HON         | BEL         | ITA         | POR         | SPA         | JPN         | AUS         | Punten |
| Pos. | Constructeur       | Nr. | Grands Prix |             |             |             |             |             |             |             |             |             |             |             |             |             |             |             | Punten |

| Resultaat                      |
| ------------------------------ |
| Winnaar                        |
| Tweede plaats                  |
| Derde plaats                   |
| Gefinisht (punten)             |
| Gefinisht (geen punten)        |
| Niet geklasseerd (NC)          |
| Uitgevallen (DNF)              |
| Niet gekwalificeerd (DNQ)      |
| Niet gepre-kwalificeerd (DNPQ) |
| Gediskwalificeerd (DSQ)        |
| Niet gestart (DNS)             |
| Gewond (INJ)                   |
| Uitgesloten (EX)               |
| Teruggetrokken (WD)            |
| Niet deelgenomen (blanco cel)  |
| P Pole position                |
| S Snelste ronde                |

† — Coureur is niet gefinisht in de GP, maar heeft wel 90% van de raceafstand afgelegd, waardoor hij als geklasseerd genoteerd staat.
1950 · 1951 · 1952 · 1953 · 1954 · 1955 · 1956 · 1957 · 1958 · 1959 · 1960 · 1961 · 1962 · 1963 · 1964 · 1965 · 1966 · 1967 · 1968 · 1969 · 1970 · 1971 · 1972 · 1973 · 1974 · 1975 · 1976 · 1977 · 1978 · 1979 · 1980 · 1981 · 1982 · 1983 · 1984 · 1985 · 1986 · 1987 · 1988 · 1989 · 1990 · 1991 · 1992 · 1993 · 1994 · 1995 · 1996 · 1997 · 1998 · 1999 · 2000 · 2001 · 2002 · 2003 · 2004 · 2005 · 2006 · 2007 · 2008 · 2009 · 2010 · 2011 · 2012 · 2013 · 2014 · 2015 · 2016 · 2017 · 2018 · 2019 · 2020 · 2021 · 2022 · 2023 · 2024 · 2025 · 2026 
 Lijst van Formule 1 Grand Prix-wedstrijden